# The Stars Are All New Songs
The Stars Are All New Songs er et studiealbum udgivet i 2008 af den danske jazzguitarist Jakob Bro.
Albummet er indspillet i september 2007 i det kendte Avatar Studios på Manhattan i New York med medvirken af en række kendte amerikanske jazzmusikere samt den danske saxofonist Jesper Zeuthen. Albummet indeholder kompositioner af Jakob Bro.

## Trackliste
1. Sound Flower
2. Origin
3. The Boy From Saladan
4. Romantics
5. Duke Ellington Boulevard
6. Waltzing Trees
7. Reconstructing A Dream
8. Drumscapes
9. Eugenie

## Line up
- Jakob Bro (guitar)
- Chris Cheek (tenorsax)
- Mark Turner (tenorsax)
- Jesper Zeuthen (altsax)
- Andrew D'Angelo (basklarinet)
- Bill Frisell (guitar)
- Kurt Rosenwinkel (guitar)
- Ben Street (bas)
- Paul Motian (trommer)

## Eksterne links/Kilder
- Omtale på last.fm
- Omtale på allaboutjazz.com